# Erdon Daci
Erdon Daci (Skopie, 4 de julio de 1998) es un futbolista macedonio que juega en la demarcación de delantero para el F. C. Zhenis de la Liga Premier de Kazajistán.

## Selección nacional
Hizo su debut con la selección de fútbol de Macedonia del Norte el 17 de octubre de 2023 en un partido amistoso contra Armenia que finalizó con un resultado de 3-1 a favor del combinado macedonio tras los goles de Aleksandar Trajkovski, Milan Ristovski y del propio Erdon Daci para el combinado macedonio, y de Eduard Spertsyan para Armenia.

## Clubes
| Club                   | País       | Año       | Partidos | Goles |
| ---------------------- | ---------- | --------- | -------- | ----- |
| Konyaspor              | Turquía    | 2022-2023 | 46       | 5     |
| KVC Westerlo           | Bélgica    | 2023-2024 | 43       | 14    |
| S. K. Beveren (cedido) | Bélgica    | 2024      | 9        | 1     |
| K. M. S. K. Deinze     | Bélgica    | 2024      | 9        | 2     |
| F. C. Zhenis           | Kazajistán | 2025-     | 4        | 1     |